# Скоропоговорка
Скоропоговорката представлява израз труден за учленяване, особено когато се изговаря бързо. Често в скоропоговорките има рима или алитерация. Редуват се близки по звучене звуци за залъгване на езика.

## Български скоропоговорки
- Петър плет плетѐ, 
през три пръта преплита.
Плети, Петре, плета,
по три пръта преплитай.

Това е една от най-популярните и стари български скоропоговорки.
- Шест шишета с уши се сушат на шейсет и шесто шосе със шест сешоара.

Същата съществува в разни разновидности – с разместени думи и добавени други.
- Крал Карл и кралица Клара крали кларинети.

Тази скоропоговорка има много разновидности сред славянските езици:
- Руски: Карл у Клары украл кораллы, а Клара у Карла украла кларнет – „Карл открадна от Клара корали, а Клара открадна от Карл кларинет“
- Полски: Król Karol kupił królowej Karolinie korale koloru koralowego. – „Крал Карл купи на кралица Клара корали в коралов цвят“

## Чуждоезикови скоропоговорки
| Език             | Оригинален текст                                                                  | Превод                                                                              | Транскрипция                         |
| ---------------- | --------------------------------------------------------------------------------- | ----------------------------------------------------------------------------------- | ------------------------------------ |
| Чешки и словашки | Strč prst skrz krk                                                                | Мушни си пръста през гърлото                                                        | (изговор)                            |
| Английски        | Three witches watch three swatch watches. Which witch watches which swatch watch? | Три вещици разглеждат три часовника „Суоч“. Коя от вещиците кой часовник разглежда? |                                      |
| Испански         | Tres tristes tigres tragaban trigo en un trigal                                   | Три тъжни тигри погълнали жито на едно житно поле                                   |                                      |
| Полски           | W Szczebrzeszynie chrząszcz brzmi w trzcinie                                      | В Шчебжешин бръмбар бръмчи в тръстиката                                             | [fʂt͡ʂɛbʐɛʂɨɲɛ xʂɔɰ̃ʂt͡ʂ bʐmi ftʂt͡ɕiɲɛ] |